# Убивства в Горешковицях
Убивства в Горешковицях — розбійний злочин на польську родину переселенців із-за Бугу з восьми осіб, які проживали на колишньому українському хуторі, скоєний підрозділом Національних збройних сил у селі Горешковіце 13 квітня 1945 року.
Маріуш Зайончковський припускає ймовірність того, що мотивом злочину було бажання одного з партизанів, Юзефа Скочиласа, заволодіти хутором, який належав убитим українським селянам. За словами Зайончковського, виконавцем убивства була спеціальна служба надзвичайних дій Національних збройних сил під командуванням «Sokół», хоча деякі джерела вказують на відповідальність підрозділу «Roman».
За повідомленням інформатора Управління безпеки пс. «Фараона», якого цитує історик, серед жертв була вагітна жінка, яка після вбивства інших все ще подавала ознаки життя і була похована живцем.

## Виноски
1. 1 2  Mariusz Zajączkowski «Spór o Wierzchowiny. Działalność oddziałów Akcji Specjalnej NSZ w powiatach Chełm, Hrubieszów, Krasnystaw i Lubartów na tle konfliktu polsko-ukraińskiego (sierpień 1944 r. — czerwiec 1945 r.)»: «Pamięć i sprawiedliwość. Pismo Instytutu Pamięci Narodowej» nr. 1(9)2006, Warszawa, 2006, ISSN 1427-7476 s. 278
2. ↑  AIPN Lu, 0136/184, Karty na czyny przestępcze dokonane przez członków nielegalnej organizacji NSZ Okręgu Lubelskiego stanowiące załącznik do charakterystyki nr 117. Rok 1944—1945, s. 56; AIPN Lu, 01/703, Akta Śledcze Jana Fiduta, Doniesienie informatora ps. «Faraon», 10 IV 1952 r., k. 149.